# Benjamin Abrahão Botto
Pour les articles homonymes, voir Botto.
Benjamin Abrahão Botto (Zahlé, Liban, ca. 1890 — Serra Talhada, Brésil, 10 mai 1938) est un photographe syro-libano-brésilien.

## Biographie
Membre du cangaço, forme de banditisme du Nordeste, Botto fut responsable de l'iconographie de ce mouvement et de son chef Virgulino Ferreira da Silva. Il fut assassiné pendant l'Estado Novo.

## Galerie

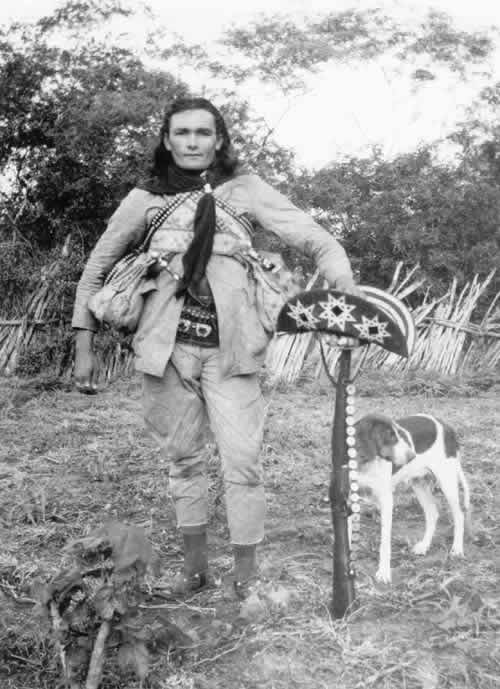
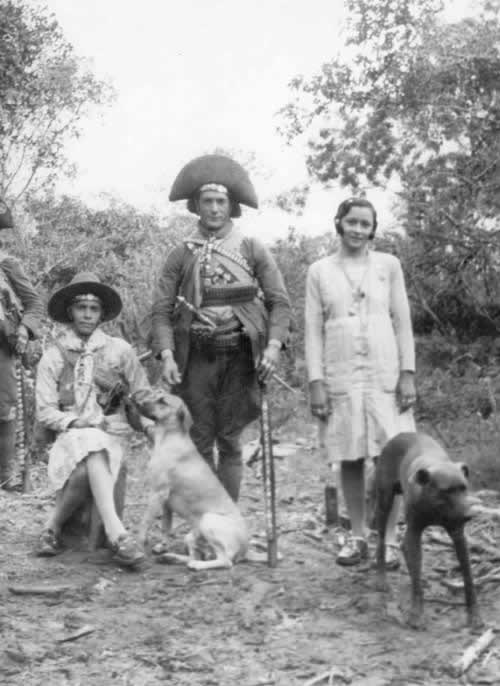
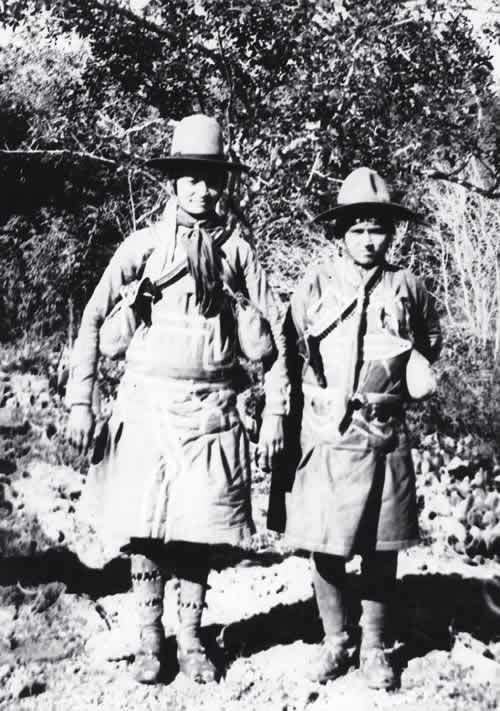
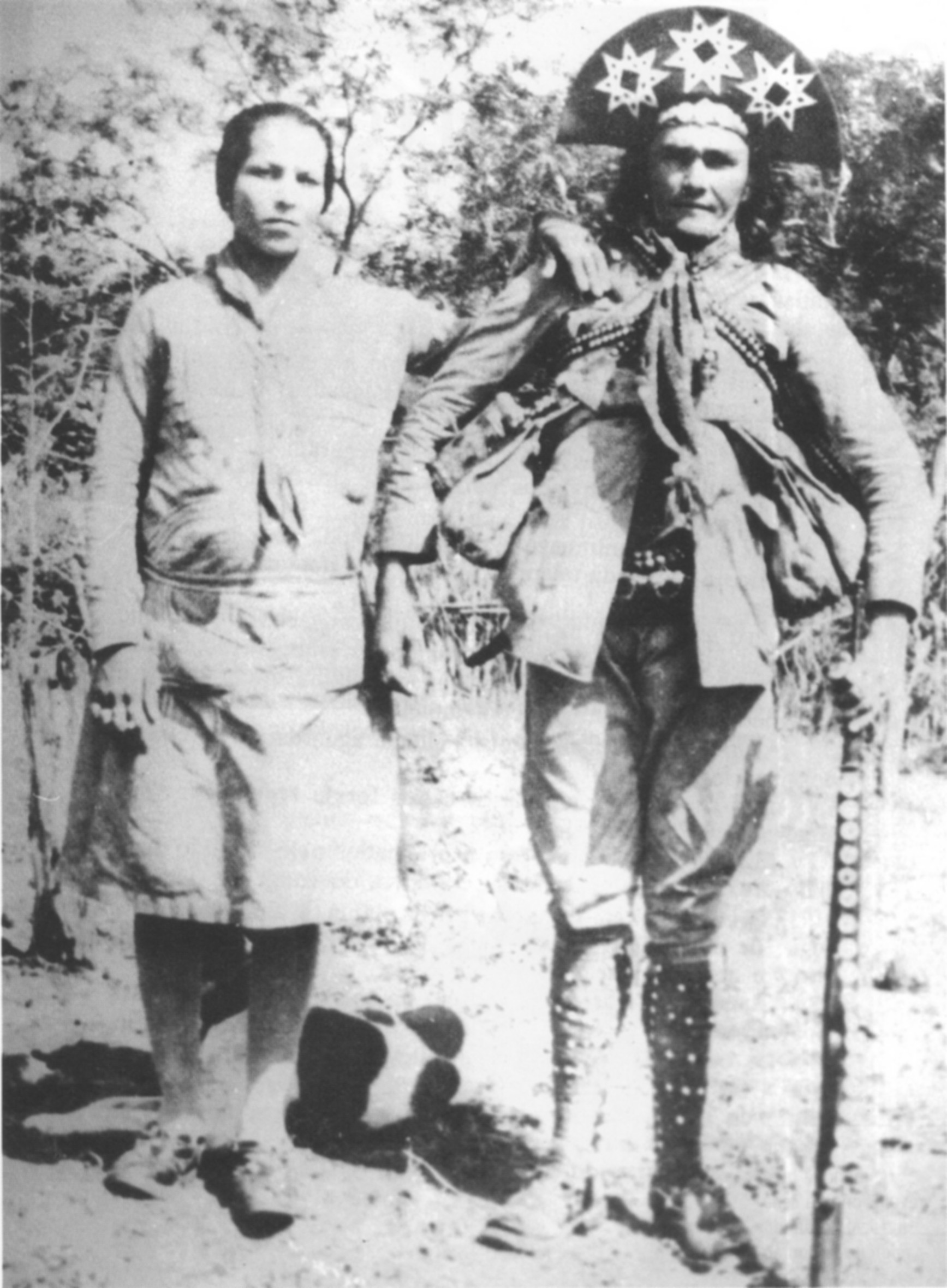
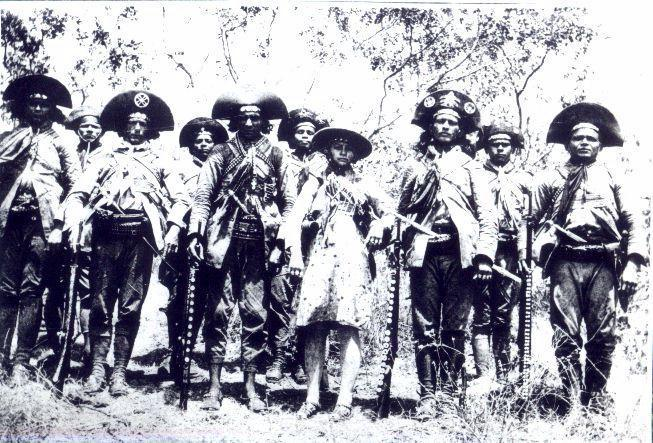
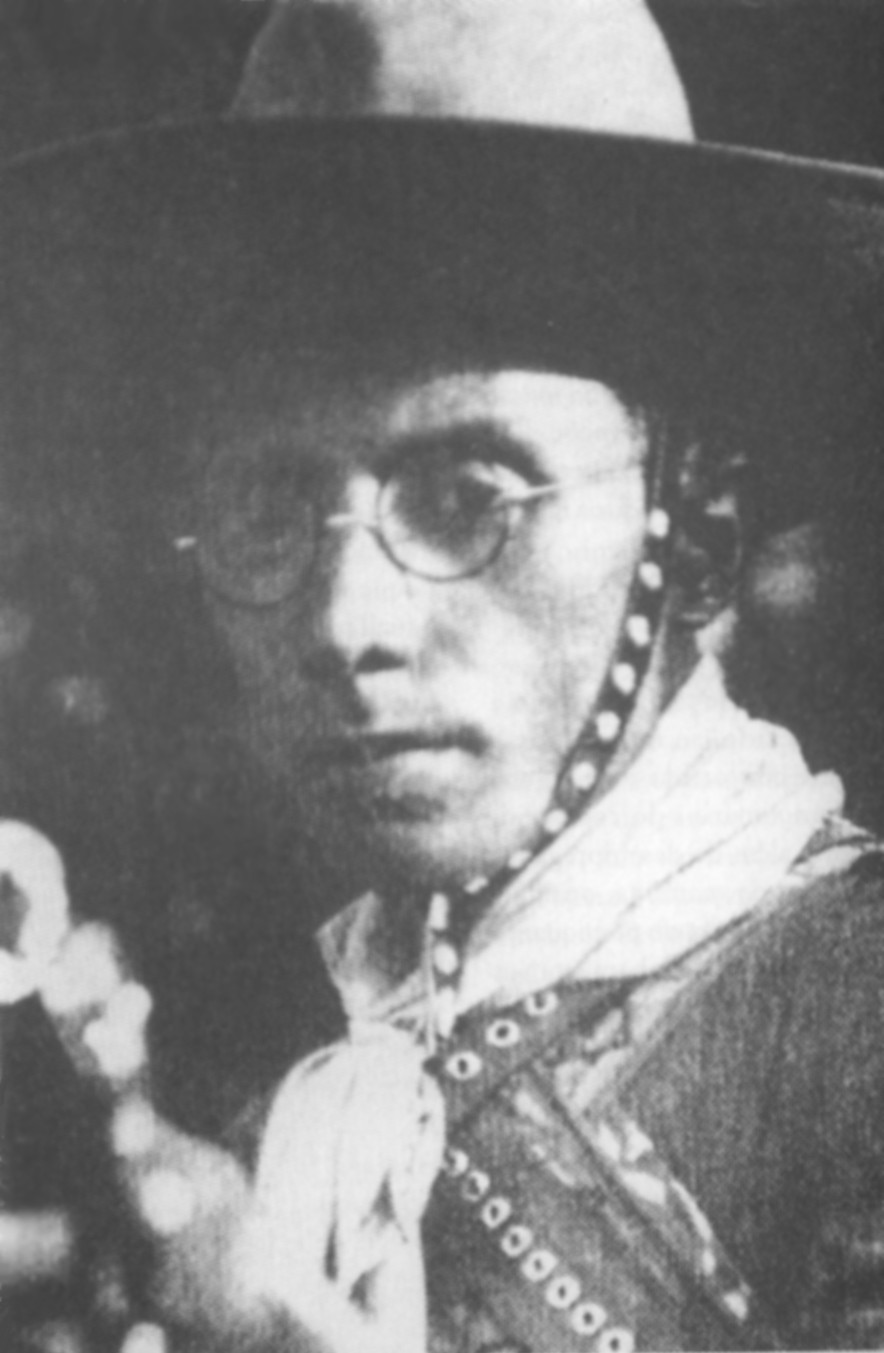

## Source
- (pt) Cet article est partiellement ou en totalité issu de l’article de Wikipédia en portugais intitulé « Benjamin Abrahão Botto » (voir la liste des auteurs).